# Maria Woźniczka
Maria Woźniczka (ur. 11 kwietnia 1997) – polska siatkarka, grająca na pozycji rozgrywającej. 
Jej siostra bliźniaczka Magdalena, również jest siatkarką.

## Sukcesy klubowe
Mistrzostwa Polski Juniorek:
- 2015

Akademickie Mistrzostwa Polski:
- 2018[3]

## Nagrody indywidualne
- 2018: MVP Akademickich Mistrzostw Polski